# Az Esküdt ellenségek epizódjainak listája (a 16. évadtól)
Ez a cikk az Esküdt ellenségek című sorozat 2. epizódlistáját tartalmazza.
Az 1. epizódlista

## 16. évad (2005-2006)
| Sor. | Év. | Cím                  | Rendező            | Író                                     | Premier              | Nézettség    |
| ---- | --- | -------------------- | ------------------ | --------------------------------------- | -------------------- | ------------ |
| 350. | 1.  | Red Ball             | Matthew Penn       | David Wilcox                            | 2005. szeptember 21. | 13,04 millió |
| 351. | 2.  | Flaw                 | Jean de Segonzac   | Chris Levinson                          | 2005. szeptember 28. | 15,06 millió |
| 352. | 3.  | Ghosts               | Constantine Makris | Rick Eid                                | 2005. október 5.     | 12,60 millió |
| 353. | 4.  | Age of Innocence     | David Platt        | Davey Holmes                            | 2005. október 12.    | 10,92 millió |
| 354. | 5.  | Lifeline             | Rosemary Rodriguez | Greg Plageman                           | 2005. október 19.    | 12,33 millió |
| 355. | 6.  | Birthright           | Constantine Makris | David Slack                             | 2005. november 2.    | 12,57 millió |
| 356. | 7.  | House of Cards       | Michael Pressman   | Wendy Battles                           | 2005. november 9.    | 10,86 millió |
| 357. | 8.  | New York Minute      | Don Scardino       | Nicholas Wootton                        | 2005. november 16.   | 11,44 millió |
| 358. | 9.  | Criminal Law         | Ed Sherin          | David Wilcox                            | 2005. november 23.   | 11,93 millió |
| 359. | 10. | Acid                 | Michael Pressman   | Richard Sweren                          | 2005. november 30.   | 12,87 millió |
| 360. | 11. | Bible Story          | Rick Wallace       | Richard Sweren                          | 2005. december 7.    | 12,13 millió |
| 361. | 12. | Family Friend        | Jean de Segonzac   | Philippe Browning                       | 2006. január 11.     | 12,83 millió |
| 362. | 13. | Heart of Darkness    | Richard Dobbs      | Carter Harris                           | 2006. január 18.     | 12,38 millió |
| 363. | 14. | Magnet               | Adam Bernstein     | David Black                             | 2006. február 8.     | 14,53 millió |
| 364. | 15. | Choice of Evils      | Michael Pressman   | David Wilcox                            | 2006. március 1.     | 12,39 millió |
| 365. | 16. | Cost of Capital      | Michael Watkins    | Történet: Rick Eid Tévéjáték: Tom Smuts | 2006. március 8.     | 11,79 millió |
| 366. | 17. | America, Inc.        | Jean de Segonzac   | Richard Sweren                          | 2006. március 22.    | 9,00 millió  |
| 367. | 18. | Thinking Makes It So | Tony Goldwyn       | Michael S. Chernuchin                   | 2006. március 29.    | 9,35 millió  |
| 368. | 19. | Positive             | Richard Dobbs      | Sonny Postiglione                       | 2006. április 5.     | 10,84 millió |
| 369. | 20. | Kingmaker            | Don Scardino       | David Slack                             | 2006. május 3.       | 10,66 millió |
| 370. | 21. | Hindsight            | Jean de Segonzac   | Chris Levinson                          | 2006. május 10.      | 12,68 millió |
| 371. | 22. | Invaders             | Matthew Penn       | Richard Sweren és David Wilcox          | 2006. május 17.      | 13,59 millió |

## 17. évad (2006-2007)
| Sor. | Év. | Cím                     | Rendező            | Író                                                              | Premier              | Nézettség    |
| ---- | --- | ----------------------- | ------------------ | ---------------------------------------------------------------- | -------------------- | ------------ |
| 372. | 1.  | Fame                    | Jean de Segonzac   | Nicholas Wootton                                                 | 2006. szeptember 22. | 11,07 millió |
| 373. | 2.  | Avatar                  | Vincent Misiano    | David Slack                                                      | 2006. szeptember 29. | 10,03 millió |
| 374. | 3.  | Home Sweet              | Richard Dobbs      | Michael S. Chernuchin                                            | 2006. október 6.     | 9,64 millió  |
| 375. | 4.  | Fear America            | Constantine Makris | Sonny Postiglione és Robert Nathan                               | 2006. október 13.    | 9,43 millió  |
| 376. | 5.  | Public Service Homicide | Constantine Makris | Chris Levinson                                                   | 2006. október 20.    | 10,20 millió |
| 377. | 6.  | Profiteer               | Arthur W. Forney   | David Wilcox                                                     | 2006. október 27.    | 9,02 millió  |
| 378. | 7.  | In Vino Veritas         | Tim Hunter         | David Wilcox                                                     | 2006. november 3.    | 10,87 millió |
| 379. | 8.  | Release                 | Michael Pressman   | Rick Eid és Nicholas Wootton                                     | 2006. november 10.   | 9,57 millió  |
| 380. | 9.  | Deadlock                | Alex Chapple       | David Slack                                                      | 2006. november 17.   | 9,94 millió  |
| 381. | 10. | Corner Office           | Joan Stein Schimke | Rick Eid és Richard Sweren                                       | 2006. december 8.    | 10,23 millió |
| 382. | 11. | Remains of the Day      | Constantine Makris | Történet: Shiya Ribowsky és David Wilcox Tévéjáték: David Wilcox | 2007. január 5.      | 9,77 millió  |
| 383. | 12. | Charity Case            | Michael Pressman   | Nicholas Wootton                                                 | 2007. január 12.     | 9,02 millió  |
| 384. | 13. | Talking Points          | Matthew Penn       | Michael S. Chernuchin                                            | 2007. február 2.     | 9,53 millió  |
| 385. | 14. | Church                  | Constantine Makris | Rick Eid                                                         | 2007. február 9.     | 9,63 millió  |
| 386. | 15. | Melting Pot             | Jean de Segonzac   | Richard Sweren                                                   | 2007. február 16.    | 9,01 millió  |
| 387. | 16. | Murder Book             | Constantine Makris | David Wilcox                                                     | 2007. február 23.    | 8,67 millió  |
| 388. | 17. | Good Faith              | Sam Weisman        | David Slack                                                      | 2007. március 30.    | 7,47 millió  |
| 389. | 18. | Bling                   | Karen Gaviola      | Matthew McGough                                                  | 2007. április 6.     | 8,22 millió  |
| 390. | 19. | Fallout                 | Constantine Makris | Sonny Postiglione                                                | 2007. április 27.    | 7,52 millió  |
| 391. | 20. | Captive                 | Michael Watkins    | Richard Sweren                                                   | 2007. május 4.       | 8,88 millió  |
| 392. | 21. | Over Here               | Constantine Makris | William N. Fordes                                                | 2007. május 11.      | 8,30 millió  |
| 393. | 22. | The Family Hour         | Matthew Penn       | Richard Sweren és David Slack                                    | 2007. május 18.      | 9,23 millió  |

## 18. évad (2008)
| Sor. | Év. | Cím                                       | Rendező            | Író                                                                   | Premier           | Nézettség    |
| ---- | --- | ----------------------------------------- | ------------------ | --------------------------------------------------------------------- | ----------------- | ------------ |
| 394. | 1.  | Hazahívás (Called Home)                   | Allen Coulter      | René Balcer                                                           | 2008. január 2.   | 13,46 millió |
| 395. | 2.  | Sötétség (Darkness)                       | Michael Dinner     | William N. Fordes és David Slack                                      | 2008. január 2.   | 13,46 millió |
| 396. | 3.  | Nyomorult (Misbegotten)                   | Michael Watkins    | David Wilcox és Stephanie Sengupta                                    | 2008. január 9.   | 11,02 millió |
| 397. | 4.  | Mérhetetlen (Bottomless)                  | Alex Chapple       | Ed Zuckerman                                                          | 2008. január 16.  | 11,59 millió |
| 398. | 5.  | Belesodródás (Driven)                     | Alan Taylor        | Richard Sweren és Gina Gionfriddo                                     | 2008. január 23.  | 10,35 millió |
| 399. | 6.  | Vérbeli politikus (Political Animal)      | Jean de Segonzac   | Ed Zuckerman és David Slack                                           | 2008. január 30.  | 11,10 millió |
| 400. | 7.  | Egyezség (Quit Claim)                     | Jim McKay          | William N. Fordes és David Wilcox                                     | 2008. február 6.  | 10,06 millió |
| 401. | 8.  | Illegális (Illegal)                       | Constantine Makris | William N. Fordes és David Slack                                      | 2008. február 13. | 10,23 millió |
| 402. | 9.  | Hóhér (Executioner)                       | Constantine Makris | Richard Sweren és Gina Gionfriddo                                     | 2008. február 20. | 10,86 millió |
| 403. | 10. | Tangó (Tango)                             | Dean White         | Stephanie Sengupta                                                    | 2008. február 27. | 11,42 millió |
| 404. | 11. | Árulás (Betrayal)                         | Marc Levin         | Richard Sweren és Gina Gionfriddo                                     | 2008. március 5.  | 9,63 millió  |
| 405. | 12. | Behódolás (Submission)                    | Constantine Makris | Ed Zuckerman                                                          | 2008. március 12. | 11,85 millió |
| 406. | 13. | Angelgrove (Angelgrove)                   | Darnell Martin     | David Wilcox és Stephanie Sengupta                                    | 2008. március 19. | 10,49 millió |
| 407. | 14. | Égetett lap (Burn Card)                   | Mario Van Peebles  | Ed Zuckerman és David Wilcox                                          | 2008. április 23. | 12,75 millió |
| 408. | 15. | Mumus (Bogeyman)                          | Tim Hunter         | Történet: Gina Gionfriddo és Richard Sweren Tévéjáték: Richard Sweren | 2008. április 30. | 9,65 millió  |
| 409. | 16. | Sztrájk (Strike)                          | Marisol Torres     | William N. Fordes és David Slack                                      | 2008. május 7.    | 8,85 millió  |
| 410. | 17. | Personae Non Gratae (Personae Non Gratae) | John Coles         | Stephanie Sengupta és Matthew McGough                                 | 2008. május 14.   | 8,46 millió  |
| 411. | 18. | Excalibur (Excalibur)                     | Jim McKay          | René Balcer és Ed Zuckerman                                           | 2008. május 21.   | 8,57 millió  |

## 19. évad (2008-2009)
| Sor. | Év. | Cím                                                          | Rendező            | Író                                                                        | Premier            | Nézettség    |
| ---- | --- | ------------------------------------------------------------ | ------------------ | -------------------------------------------------------------------------- | ------------------ | ------------ |
| 412. | 1.  | Morajlás (Rumble)                                            | Constantine Makris | Richard Sweren és Christopher Ambrose                                      | 2008. november 5.  | 7,94 millió  |
| 413. | 2.  | Kihívás (Challenged)                                         | Fred Berner        | René Balcer és Ed Zuckerman                                                | 2008. november 12. | 7,93 millió  |
| 414. | 3.  | Eltűnt fiúk (Lost Boys)                                      | Christopher Zalla  | Richard Sweren és Gina Gionfriddo                                          | 2008. november 19. | 7,62 millió  |
| 415. | 4.  | Zuhanás (Falling)                                            | Michael Watkins    | Stephanie Sengupta és Keith Eisner                                         | 2008. november 26. | 6,33 millió  |
| 416. | 5.  | Kicsinálva (Knock Off)                                       | Constantine Makris | Történet: Jonathan Rintels Tévéjáték: William N. Fordes és Matthew McGough | 2008. december 3.  | 11,31 millió |
| 417. | 6.  | Édes (Sweetie)                                               | Mario Van Peebles  | Ed Zuckerman és Luke Schelhaas                                             | 2008. december 10. | 7,51 millió  |
| 418. | 7.  | Zéró (Zero)                                                  | Marisol Torres     | Ed Zuckerman és Luke Schelhaas                                             | 2008. december 17. | 7,02 millió  |
| 419. | 8.  | Ingóság (Chattel)                                            | Jim McKay          | William N. Fordes és Matthew McGough                                       | 2009. január 7.    | 10,26 millió |
| 420. | 9.  | Hamis tanúzás (By Perjury)                                   | Darnell Martin     | Richard Sweren és Christopher Ambrose                                      | 2009. január 14.   | 8,26 millió  |
| 421. | 10. | Biztosíték (Pledge)                                          | Alex Chapple       | Richard Sweren és Gina Gionfriddo                                          | 2009. január 21.   | 8,27 millió  |
| 422. | 11. | Mázlista (Lucky Stiff)                                       | Marc Levin         | Ed Zuckerman és Matthew McGough                                            | 2009. január 28.   | 8,96 millió  |
| 423. | 12. | Törvénytelen (Illegitimate)                                  | Josh Marston       | Stephanie Sengupta és Keith Eisner                                         | 2009. február 4.   | 8,64 millió  |
| 424. | 13. | Bűnvadászok (Crimebusters)                                   | Alex Chapple       | Richard Sweren és Gina Gionfriddo                                          | 2009. február 11.  | 7,44 millió  |
| 425. | 14. | Elragadtatás (Rapture)                                       | Fred Berner        | Ed Zuckerman és Luke Schelhaas                                             | 2009. február 18.  | 7,23 millió  |
| 426. | 15. | Kisegítés (Bailout)                                          | Jean de Segonzac   | Richard Sweren és Christopher Ambrose                                      | 2009. március 11.  | 7,64 millió  |
| 427. | 16. | Újranyitás (Take-Out)                                        | Jim McKay          | William N. Fordes és Keith Eisner                                          | 2009. március 18.  | 7,14 millió  |
| 428. | 17. | Horgonyt fel! (Anchors Away)                                 | Alex Chapple       | Ed Zuckerman és Matthew McGough                                            | 2009. március 25.  | 7,33 millió  |
| 429. | 18. | Támogatás (Promote This!)                                    | Michael Watkins    | Richard Sweren és Christopher Ambrose                                      | 2009. április 29.  | 7,83 millió  |
| 430. | 19. | Minden új (All New)                                          | Roger Young        | William N. Fordes és Keith Eisner                                          | 2009. május 6.     | 8,14 millió  |
| 431. | 20. | Csere (Exchange)                                             | Ernest Dickerson   | Stephanie Sengupta                                                         | 2009. május 13.    | 7,90 millió  |
| 432. | 21. | Gördeszka életre-halálra (Skate or Die)                      | Norberto Barba     | Ed Zuckerman és Luke Schelhaas                                             | 2009. május 20.    | 6,67 millió  |
| 433. | 22. | A megfulladtak és a megmentettek (The Drowned and the Saved) | Fred Berner        | Richard Sweren és Gina Gionfriddo                                          | 2009. június 3.    | 8,87 millió  |

## 20. évad (2009-2010)
| Sor. | Év. | Cím                                              | Rendező            | Író                                                                                    | Premier              | Nézettség   |
| ---- | --- | ------------------------------------------------ | ------------------ | -------------------------------------------------------------------------------------- | -------------------- | ----------- |
| 434. | 1.  | Emlék a sötét oldalról (Memo from the Dark Side) | Fred Berner        | René Balcer és Keith Eisner                                                            | 2009. szeptember 25. | 6,25 millió |
| 435. | 2.  | Csak egy lány (Just a Girl in the World)         | M.T. Adler         | Richard Sweren és Christopher Ambrose                                                  | 2009. október 2.     | 6,79 millió |
| 436. | 3.  | Hatalmas Sátán (Great Satan)                     | Michael Dinner     | Ed Zuckerman és Luke Schelhaas                                                         | 2009. október 9.     | 7,22 millió |
| 437. | 4.  | Az igazság fáj (Reality Bites)                   | Constantine Makris | Ed Zuckerman és Luke Schelhaas                                                         | 2009. október 16.    | 7,73 millió |
| 438. | 5.  | Méltóság (Dignity)                               | Jim McKay          | Richard Sweren és Julie Martin                                                         | 2009. október 23.    | 7,24 millió |
| 439. | 6.  | Élő keresőmotor (Human Flesh Search Engine)      | Darnell Martin     | Ed Zuckerman és Matthew McGough                                                        | 2009. október 30.    | 7,07 millió |
| 440. | 7.  | A megtévedt fiú (Boy Gone Astray)                | Rose Troche        | Történet: René Balcer és Keith Eisner Tévéjáték: Keith Eisner                          | 2009. november 6.    | 7,98 millió |
| 441. | 8.  | Belőve (Doped)                                   | Mario Van Peebles  | Richard Sweren és Christopher Ambrose                                                  | 2009. november 6.    | 8,29 millió |
| 442. | 9.  | Védelem (For the Defense)                        | William Klayer     | Ed Zuckerman és Luke Schelhaas                                                         | 2009. november 13.   | 7,42 millió |
| 443. | 10. | Shotgun (Shotgun)                                | Roger Young        | Richard Sweren és Julie Martin                                                         | 2009. november 20.   | 7,52 millió |
| 444. | 11. | FED (Fed)                                        | Alex Chapple       | Történet: René Balcer és Keith Eisner Tévéjáték: Keith Eisner                          | 2009. december 11.   | 8,81 millió |
| 445. | 12. | Zsarolás (Blackmail)                             | Marc Levin         | Ed Zuckerman és Matthew McGough                                                        | 2010. január 15.     | 7,21 millió |
| 446. | 13. | Jéghideg halál (Steel-Eyed Death)                | Michael Pressman   | Richard Sweren, Christopher Ambrose és Julie Martin                                    | 2010. március 1.     | 7,76 millió |
| 447. | 14. | Tüzes fiú (Boy on Fire)                          | Rose Troche        | Történet: Ed Zuckerman és Matthew McGough Tévéjáték: Luke Schelhaas és Matthew McGough | 2010. március 1.     | 7,76 millió |
| 448. | 15. | Tökéletes álca (Brilliant Disguise)              | Alex Chapple       | Történet: René Balcer és Keith Eisner Tévéjáték: Keith Eisner                          | 2010. március 8.     | 5,21 millió |
| 449. | 16. | Ártatlanság (Innocence)                          | Fred Berner        | Richard Sweren és Julie Martin                                                         | 2010. március 15.    | 6,95 millió |
| 450. | 17. | Lövések (Four Cops Shot)                         | Jim McKay          | Ed Zuckerman, Luke Schelhaas és Matthew McGough                                        | 2010. március 22.    | 6,02 millió |
| 451. | 18. | Brazil (Brazil)                                  | Jean de Segonzac   | Történet: René Balcer és Keith Eisner Tévéjáték: Keith Eisner                          | 2010. március 29.    | 6,01 millió |
| 452. | 19. | Ünneprontók (Crashers)                           | Darnell Martin     | Richard Sweren, Christopher Ambrose és Julie Martin                                    | 2010. május 3.       | 6,18 millió |
| 453. | 20. | Eljő az adószedő (The Taxman Cometh)             | Fred Berner        | Történet: Ed Zuckerman és William N. Fordes Tévéjáték: William N. Fordes               | 2010. május 10.      | 6,22 millió |
| 454. | 21. | Halhatatlan (Immortal)                           | Jim McKay          | Richard Sweren és Julie Martin                                                         | 2010. május 17.      | 6,12 millió |
| 455. | 22. | Örök szerelem (Love Eternal)                     | William Klayer     | Ed Zuckerman                                                                           | 2010. május 17.      | 6,12 millió |
| 456. | 23. | Gumiszoba (Rubber Room)                          | René Balcer        | René Balcer                                                                            | 2010. május 24.      | 7,84 millió |

## 21. évad (2022)
| Sor. | Év. | Cím                                   | Rendező           | Író                                                        | Premier           | Nézettség   |
| ---- | --- | ------------------------------------- | ----------------- | ---------------------------------------------------------- | ----------------- | ----------- |
| 457. | 1.  | A helyes döntés (The Right Thing)     | Jean de Segonzac  | Dick Wolf és Rick Eid                                      | 2022. február 24. | 5,80 millió |
| 458. | 2.  | Elérhetetlen álom (Impossible Dream)  | Michael Pressman  | Történet: Pamela Wechsler és Rick Eid Tévéjáték: Rick Eid  | 2022. március 3.  | 4,46 millió |
| 459. | 3.  | Filterezett élet (Filtered Life)      | Milena Govich     | Art Alamo és Pamela Wechsler                               | 2022. március 10. | 4,21 millió |
| 460. | 4.  | Torésvonalak (Fault Lines)            | Heather Cappiello | Pamela Wechsler és Art Alamo                               | 2022. március 17. | 4,62 millió |
| 461. | 5.  | Szólásszabadság (Free Speech)         | Alex Hall         | Rick Eid                                                   | 2022. április 7.  | 3,91 millió |
| 462. | 6.  | Gonosz játszma (Wicked Game)          | Alex Hall         | Történet: Pamela Wechsler és Art Alamo Tévéjáték: Rick Eid | 2022. április 14. | 4,02 millió |
| 463. | 7.  | Örökség (Legacy)                      | Sarah Boyd        | Pamela Wechsler                                            | 2022. április 28. | 4,15 millió |
| 464. | 8.  | Elszakadás (Severance)                | Yangzom Brauen    | Art Alamo                                                  | 2022. május 5.    | 4,23 millió |
| 465. | 9.  | A nagy színlelő (The Great Pretender) | Alex Hall         | Rick Eid és Pamela Wechsler                                | 2022. május 12.   | 3,83 millió |
| 466. | 10. | Fekete és kék (Black and Blue)        | Eriq La Salle     | Rick Eid                                                   | 2022. május 19.   | 3,94 millió |

## 22. évad (2022-2023)
| Sor. | Év. | Cím                                         | Rendező          | Író                                                                          | Premier              | Nézettség   |
| ---- | --- | ------------------------------------------- | ---------------- | ---------------------------------------------------------------------------- | -------------------- | ----------- |
| 467. | 1.  | Adj menedéket! (Gimme Shelter – Part Three) | Alex Hall        | Rick Eid és Gwen Sigan                                                       | 2022. szeptember 22. | 4,69 millió |
| 468. | 2.  | Frontvonalak (Battle Lines)                 | Milena Govich    | Art Alamo                                                                    | 2022. szeptember 29. | 4,40 millió |
| 469. | 3.  | Álcázás (Camouflage)                        | John Behring     | Pamela Wechsler                                                              | 2022. október 6.     | 4,06 millió |
| 470. | 4.  | Ördögi kör (Benefit of the Doubt)           | Carl Weathers    | Peter Blauner                                                                | 2022. október 13.    | 4,09 millió |
| 471. | 5.  | 12 másodperc (12 Seconds)                   | David Grossman   | Jonathan Collier                                                             | 2022. október 27.    | 4,18 millió |
| 472. | 6.  | Az ártatlanság vélelme (Vicious Cycle)      | Bethany Rooney   | Történet: Pamela Wechsler Tévéjáték: Pamela Wechsler és Rick Eid             | 2022. november 3.    | 3,73 millió |
| 473. | 7.  | Csak a magányosak (Only the Lonely)         | Elisabeth Röhm   | Pamela Wechsler és Jennifer Vanderbes                                        | 2022. november 10.   | 4,07 millió |
| 474. | 8.  | A parancsnoki lánc (Chain of Command)       | Carlos Bernard   | Art Alamo és Gia Gordon                                                      | 2022. november 17.   | 4,56 millió |
| 475. | 9.  | A rendszer (The System)                     | Alex Hall        | Rick Eid és Pamela Wechsler                                                  | 2022. december 8.    | 4,41 millió |
| 476. | 10. | A lehetőségek földje (Land of Opportunity)  | Timothy Busfield | Art Alamo                                                                    | 2023. január 5.      | 4,73 millió |
| 477. | 11. | Második esély (Second Chance)               | Rachel Leiterman | Pamela Wechsler és Jonathan Collier                                          | 2023. január 12.     | 4,64 millió |
| 478. | 12. | Majdnem híres (Almost Famous)               | Bethany Rooney   | Pamela Wechsler és Jennifer Vanderbes                                        | 2023. január 26.     | 5,38 millió |
| 479. | 13. | Mammon (Mammon)                             | Joy Lane         | Keith Eisner                                                                 | 2023. február 2.     | 4,98 millió |
| 480. | 14. | Hősök (Heroes)                              | Alex Hall        | Rick Eid                                                                     | 2023. február 16.    | 4,75 millió |
| 481. | 15. | Félelem és gyűlölet (Fear and Loathing)     | Yangzom Brauen   | Történet: Pamela Wechsler és Ajani Jackson Tévéjáték: Pamela Wechsler        | 2023. február 23.    | 4,71 millió |
| 482. | 16. | Határidő (Deadline)                         | Martha Mitchell  | Art Alamo és Gia Gordon                                                      | 2023. március 23.    | 4,41 millió |
| 483. | 17. | Részrehajlás (Bias)                         | Alex Hall        | Keith Eisner                                                                 | 2023. március 30.    | 4,22 millió |
| 484. | 18. | Járulékos veszteség (Collateral Damage)     | Jean de Segonzac | Pamela Wechsler                                                              | 2023. április 6.     | 4,40 millió |
| 485. | 19. | Magánéletek (Private Lives)                 | Néstor Carbonell | Art Alamo                                                                    | 2023. április 27.    | 3,92 millió |
| 486. | 20. | Osztálykirándulás (Class Retreat)           | Milena Govich    | Történet: Rick Eid Tévéjáték: Rick Eid és Keith Eisner                       | 2023. május 4.       | 4,18 millió |
| 487. | 21. | Megítélés (Appraisal)                       | Michael Pressman | Pamela Wechsler és Jennifer Vanderbes                                        | 2023. május 11.      | 3,93 millió |
| 488. | 22. | Nyílt seb (Open Wounds)                     | Alex Hall        | Történet: Gia Gordon és Ajani Jackson Tévéjáték: Rick Eid és Pamela Wechsler | 2023. május 18.      | 3,96 millió |

## 23. évad (2024)
| Sor. | Év. | Cím                                               | Rendező          | Író                                                                                      | Premier           | Nézettség   |
| ---- | --- | ------------------------------------------------- | ---------------- | ---------------------------------------------------------------------------------------- | ----------------- | ----------- |
| 489. | 1.  | Szólásszabadság (Freedom of Expression)           | Alex Hall        | Történet: Dick Wolf és Rick Eid Tévéjáték: Rick Eid és Pamela Wechsler                   | 2024. január 18.  | 5,32 millió |
| 490. | 2.  | Emberi találmány (Human Innovations)              | Rachel Leiterman | Art Alamo                                                                                | 2024. január 25.  | 4,60 millió |
| 491. | 3.  | Ne firtassuk (Turn the Page)                      | Michael Smith    | Rick Eid                                                                                 | 2024. február 1.  | 4,85 millió |
| 492. | 4.  | Nem várt következmények (Unintended Consequences) | Martha Mitchell  | Pamela Wechsler és Gia Gordon                                                            | 2024. február 8.  | 4,56 millió |
| 493. | 5.  | Az utolsó tánc (Last Dance)                       | Alex Hall        | Rick Eid és Pamela Wechsler                                                              | 2024. február 22. | 4,87 millió |
| 494. | 6.  | A párkányon (On the Ledge)                        | David Grossman   | Pamela Wechsler és Jennifer Vanderbes                                                    | 2024. február 29. | 4,70 millió |
| 495. | 7.  | Hatalmi erőviszonyok (Balance of Power)           | Carlos Bernard   | Art Alamo és Ted Malawer                                                                 | 2024. március 14. | 4,19 millió |
| 496. | 8.  | Álarc (Facade)                                    | Michael Smith    | Art Alamo és Ajani Jackson                                                               | 2024. március 21. | 3,99 millió |
| 497. | 9.  | Családi kötelékek (Family Ties)                   | Michael Pressman | Pamela Wechsler és Ted Malawer                                                           | 2024. április 11. | 3,85 millió |
| 498. | 10. | Kellemetlen igazság (Inconvenient Truth)          | Alex Hall        | Történet: Gia Gordon, Rick Eid és Pamela Wechsler Tévéjáték: Rick Eid és Pamela Wechsler | 2024. április 18. | 4,51 millió |
| 499. | 11. | Kastély az égben (Castle in the Sky)              | Milena Govich    | Art Alamo                                                                                | 2024. május 2.    | 3,84 millió |
| 500. | 12. | Nem jó cselekedet (No Good Deed)                  | Eriq La Salle    | Rick Eid                                                                                 | 2024. május 9.    | 3,67 millió |
| 501. | 13. | Veszélyben (In Harm's Way)                        | Alex Hall        | Pamela Wechsler és Jennifer Vanderbes                                                    | 2024. május 16.   | 3,68 millió |

## 24. évad (2024-2025)
| Sor. | Év. | Cím                                                | Rendező          | Író                                                                                | Premier            | Nézettség   |
| ---- | --- | -------------------------------------------------- | ---------------- | ---------------------------------------------------------------------------------- | ------------------ | ----------- |
| 502. | 1.  | Elkapni és megölni (Catch and Kill)                | Eriq La Salle    | Rick Eid és Art Alamo                                                              | 2024. október 3.   | 3,64 millió |
| 503. | 2.  | A tökéletes ember (The Perfect Man)                | David Grossman   | Scott Gold                                                                         | 2024. október 10.  | 3,45 millió |
| 504. | 3.  | Nagy testvér (Big Brother)                         | Alex Hall        | Rick Eid                                                                           | 2024. október 17.  | 3,09 millió |
| 505. | 4.  | Az élet értelme (The Meaning of Life)              | Leslie Hope      | Jennifer Vanderbes                                                                 | 2024. október 24.  | 3,33 millió |
| 506. | 5.  | Tanulmányi értesítő (Report Card)                  | Néstor Carbonell | Pamela Wechsler és Ajani Jackson                                                   | 2024. október 31.  | 3,62 millió |
| 507. | 6.  | Az idő eldönti (Time Will Tell)                    | Milena Govich    | Rick Eid és Scott Gold                                                             | 2024. november 7.  | 3,49 millió |
| 508. | 7.  | Igazság és következmények (Truth and Consequences) | Fred Berner      | Pamela Wechsler                                                                    | 2024. november 14. | 3,35 millió |
| 509. | 8.  | Gazember (Bad Apple)                               | Michael Smith    | Art Alamo                                                                          | 2024. november 21. | 3,76 millió |
| 510. | 9.  | Az állam ellensége (Enemy of the State)            | Alex Hall        | Scott Gold és Ajani Jackson                                                        | 2025. január 16.   | 4,16 millió |
| 511. | 10. | A nagyobb jó (Greater Good)                        | Eriq La Salle    | Történet: Rick Eid Tévéjáték: Rick Eid és Ajani Jackson                            | 2025. január 23.   | 4,33 millió |
| 512. | 11. | A legkeményebb dolog (The Hardest Thing)           | Michael Pressman | Art Alamo                                                                          | 2025. január 30.   | 4,12 millió |
| 513. | 12. | Védelmi kötelezettség (Duty to Protect)            | David Grossman   | Pamela Wechsler                                                                    | 2025. február 13.  | 4,19 millió |
| 514. | 13. | Bízunk Istenben (In God We Trust)                  | John Behring     | Jennifer Vanderbes                                                                 | 2025. február 20.  | 4,09 millió |
| 515. | 14. | A fizetendő ár (A Price to Pay)                    | Laura Belsey     | Scott Gold és William Lapp                                                         | 2025. február 27.  | 4,03 millió |
| 516. | 15. | A határok átlépése (Crossing Lines)                | Fred Berner      | Jennifer Vanderbes                                                                 | 2025. március 13.  | 3,53 millió |
| 517. | 16. | Népi hős (Folk Hero)                               | Carlos Bernard   | Jennifer Vanderbes                                                                 | 2025. március 20.  | 3,82 millió |
| 518. | 17. | Egy tökéletes család (A Perfect Family)            | Carlos Bernard   | Jennifer Vanderbes                                                                 | 2025. április 3.   | 3,66 millió |
| 519. | 18. | Eredendő elfogultság (Inherent Bias)               | Néstor Carbonell | Art Alamo és Jolie Huang                                                           | 2025. április 10.  | 3,66 millió |
| 520. | 19. | Játék a tűzzel 1. rész (Play With Fire Part 1)     | Jean de Segonzac | Rick Eid és Art Alamo                                                              | 2025. április 17.  | 3,97 millió |
| 521. | 20. | Az apa bűnei (Sins of the Father)                  | Sharon Lewis     | Scott Gold és Ajani Jackson                                                        | 2025. május 1.     | 3,55 millió |
| 522. | 21. | Szigorú szeretet (Tough Love)                      | Martha Mitchell  | Történet: Pamela Wechsler és William Lapp Tévéjáték: Pamela Wechsler és Scott Gold | 2025. május 8.     | 3,45 millió |
| 523. | 22. | Új utakat keresve (Look the Other Way)             | Alex Hall        | Rick Eid                                                                           | 2025. május 15.    | 3,67 millió |

## 25. évad (2025-2026)
| Sor. | Év. | Cím | Rendező | Író | Premier              | Nézettség |
| ---- | --- | --- | ------- | --- | -------------------- | --------- |
| 524. | 1.  | ?   |         |     | 2025. szeptember 25. |           |
| 525. | 2.  | ?   |         |     | 2025. október 2.     |           |